# 卡尔斯鲁厄城铁
卡尔斯鲁厄城铁（德語：Karlsruhe Stadtbahn）是连接德國卡尔斯鲁厄及周边地区的輕軌-火車城铁系统。这一系统将市内的卡尔斯鲁厄有轨电车系统与周边的地区铁路结合在一起，连通包括卡尔斯鲁厄及周边在内的的整个上莱茵河中部地区。

## 概述
卡尔斯鲁厄城铁系统是高效的市内轨道系统与短途铁路系统的结合体，突破了市内轨道与铁路之间的界限。卡尔斯鲁厄于1980-90年代首次提出将两者结合起来以提供更具吸引力的市内轨道交通与近途铁路交通这一概念并付诸实施，随后被其他许多城市效仿。因而火车-有轨电车并轨系统又成为卡尔斯鲁厄系统（Karlsruhe Model）。
卡尔斯鲁厄城铁网络总长573.5公里。共有230台车辆运行。其中单程最长的线路是从阿赫恩一直开到厄林根的S4线路，总长145千米，单程运行一次需要约三小时。但自2012年起，为了避免线路过长而引起的晚点，从头开到尾的S4取消了，取而代之的是终点站设于卡鲁市内的分段S4。若想从阿赫恩坐S4到厄林根，必须在市内换乘。

## 历史

### B线：全球首个火车-有轨电车并轨城铁
1985年，尽管城铁已经通过Albtalbahn、Hardtbahn和新建的线路成功将卡尔斯鲁厄与临近的南北地区连接起来，与相邻东西地区连接的线路还没有。于是直接使用德国铁路现有铁路线的想法被提出。然而当时，德国铁路已经开始电气化，部分线路已经部署了德国铁路的15千伏交流电网。
当时还没有同时适用于市内轨道直流供电系统与德铁交流供电系统的电车，于是研发改造电车的事项被提上议程。改进的GT6-80C电车创新性的在车厢内加入了变压器、整流器和直流电抗。同时德铁完成了从埃爾茨河谷溫登到卡尔斯鲁厄（經萊茵蘭-普法爾茨）铁路的电气化改造并加入了供电转换装置（见右图）。1986年9月5日，从卡尔斯鲁厄西车库开出的501号的电车成了全球首个火车-有轨电车并轨车型并在德铁铁路网上跑了一千多公里。接下来在1987-1989年，又研发室制了一辆基于151号GT6-D型电车改造的、使用电池组的电车。然而这些电车并未量产。直到1991年，DUEWAG基于501号电车的技术制造出GT8-100C/2S车型，成为首款量产火车-有轨电车并轨车型。然而这一年到东边布雷滕的铁路还未完成，到西部萊茵河畔沃爾特的铁路因德铁以火车行驶已经很密集为由拒绝卡鲁电车进入，所以GT8-100C/2S交付后的头一年一直在卡尔斯鲁厄-普福尔茨海姆的德铁线上使用。1992年9月25日，卡尔斯鲁厄-布雷滕铁路线（B线）建设完成并投入营运，成为全球首个火车-有轨电车并轨线路。

### 隧道建设
2012年時，卡尔斯鲁厄城铁正計劃於卡尔斯鲁厄市中心興建地下隧道供S 1 / S 11、 S 2、 S 4 / S 41、 S 5 / S 51 / S 52及其他電車路線使用。

## 網絡
卡尔斯鲁厄城铁擁有17條路線，並以四種不同的形式運行：
- S2：純電車線，受德國電車法例規管，已現代化，行走路段大部分擁有獨立路權、優先過路權，電車線以750伏特直流電電氣化。
- S1及S11：電車及鐵路混合線，於卡尔斯鲁厄市中心在電車線上行走，其餘路段則於支線鐵路上行走，以750伏特直流電電氣化
- S4、S41、S42、S5、S51、S52、S6、S7及S8：電車及鐵路混合線，於卡尔斯鲁厄、萊茵河畔沃爾特、巴特維爾德巴特和海爾布隆市中心於電車線（以750伏特直流電電氣化）上行走，其餘路段則於鐵路（以15千伏交流電、16.7赫茲電氣化）上行走。
- S31、S32、S71、S81及S9：純鐵路線，鐵路線以15千伏交流電電氣化。

### 路線
| 路線編號 | 路線 | 車站數 |
| S1       | 霍赫施泰滕–巴特黑倫阿爾布 霍赫施泰滕 – 埃根施泰因-萊奧波爾茨港 – 諾伊萊特（德語：Neureut） – 約克大街 – 集市廣場 – 火車總站 – 阿爾伯（德語：Alb）谷鐵路 – 呂普爾（德語：Rüppurr） – 埃特林根 – 布森巴赫 – 巴特黑倫阿爾布 | 54     |
| S11      | 霍赫施泰滕–伊特斯巴赫（德語：Ittersbach） 霍赫施泰滕 – 埃根施泰因-萊奧波爾茨港 – 諾伊萊特 – 約克大街 – 集市廣場 – 火車總站 – 阿爾伯塔爾火車站（德語：Albtalbahn） – 呂普爾 – 埃特林根 – 布森巴赫 – 伊特斯巴赫            | 56     |
| S2       | 施圖滕塞–萊茵施泰滕 施圖滕塞 - 杜拉赫門 - 集市廣場 - 恩滕方（德語：Entenfang）- 達克斯蘭登（德語：Daxlanden）- 萊茵施泰滕                                                                                                | 47     |
| S31      | 卡爾斯魯厄火車總站–厄斯特林根 火車總站 – 卡爾斯魯厄-杜拉赫車站 – 布魯赫薩爾 – 烏布施塔特-魏爾 – 厄斯特林根 | 16     |
| S32      | 卡爾斯魯厄火車總站–門欽根 火車總站 – 杜拉赫 – 布魯赫薩爾 – 烏布施塔特-魏爾 – 門欽根（德語：Menzingen） | 18     |
| S4       | 卡爾斯魯厄阿爾伯塔爾火車站–厄林根-卡珀爾（德語：Cappel） 阿爾伯塔爾火車站 – 卡爾斯魯厄火車總站 – 布雷滕 – 埃平根 – 海爾布隆 – 魏恩斯貝格 – 厄林根卡珀爾                                                                  | 73     |
| S41      | 海爾布隆–莫斯巴赫 海爾布隆火車總站/威利·布蘭特廣場 – 美術館 – 內卡蘇爾姆 – 巴特腓特烈斯哈爾火車總站 –內卡艾爾茲（德語：Neckarelz） – 莫斯巴赫站                                                                          | 22     |
| S42      | 海爾布隆–內卡蘇爾姆 海爾布隆火車總站/威利·布蘭特廣場 – 美術館 – 技術學校中心 – 考夫蘭特超市 – 內卡蘇爾姆 | 11     |
| S5       | 沃爾特–比蒂希海姆-比辛根車站 萊茵河畔沃爾特 - 恩滕方 – 約克大街 – 集市廣場 - 杜拉赫 – 普芬茨塔爾 – 普福爾茨海姆火車總站 – 米爾阿克站 – 恩茨河畔法伊英根站 – 比蒂希海姆-比辛根                                            | 59     |
| S51      | 蓋默斯海姆站–集市廣場 蓋默斯海姆 – 萊茵察本 – 萊茵河畔沃爾特 – 西站 – 火車總站 – 集市廣場 | 26     |
| S52      | 蓋默斯海姆–火車總站 蓋默斯海姆 – 萊茵察本 – 萊茵河畔沃爾特 – 恩滕方 – 約克大街 – 集市廣場 - 火車總站 | 24     |
| S6       | 普福爾茨海姆火車總站–巴特維爾德巴特 普福爾茨海姆 – 諾伊恩比格 – 巴特維爾德巴特 | 19     |
| S7       | 卡尔斯鲁厄 –阿赫恩站 阿赫恩 – 巴登-巴登 – 拉施塔特 – 杜默斯海姆 – 阿爾伯塔爾車站 – 卡爾斯魯厄火車總站 – 皇冠廣場 – 杜拉赫門 – 卡尔斯鲁厄運輸公司（VBK）                                                                  | 23     |
| S71      | 卡爾斯魯厄火車總站–阿赫恩站 阿赫恩 – 巴登-巴登 – 拉施塔特 – 馬爾施站 – 卡爾斯魯厄火車總站 | 15     |
| S8       | 戈伊地區奧伊廷根站–卡尔斯鲁厄運輸公司 戈伊地區奧伊廷根 – 弗羅伊登施塔特火車總站 – 拜爾斯布龍 – 福爾巴克 – 拉施塔特 – 杜默斯海姆 – 卡爾斯魯厄火車總站 – 皇冠廣場 – 卡尔斯鲁厄運輸公司（VBK）                              | 65     |
| S81      | 戈伊地區奧伊廷根站–卡尔斯鲁厄火車總站 (黑倫貝格站 –) 戈伊地區奧伊廷根 – 弗羅伊登施塔特火車總站 – 拜爾斯布龍 – 福爾巴克 – 拉施塔特 – 馬爾施 – 卡尔斯鲁厄火車總站                                                          | 53     |
| S9       | 布魯赫薩爾–米爾阿克 布魯赫薩爾 – 布雷滕 – 米爾阿克 | 17     |

## 车辆型号

### 现役车辆

#### GT6-80C / GT8-80C

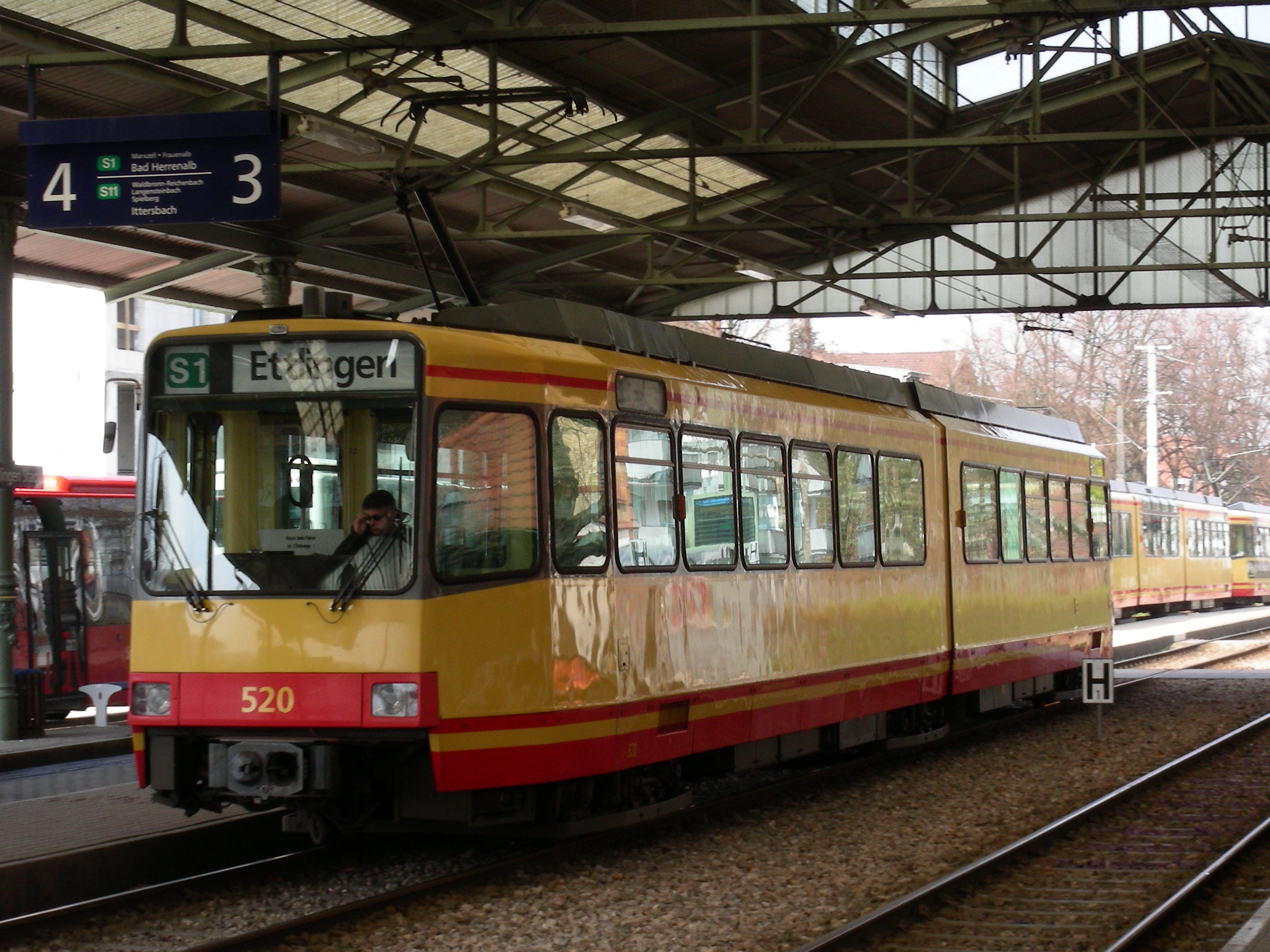

该款电车是卡鲁城铁现役电车中最老的型号。量产电车的电机只能由直流电驱动，因此不能驶入交流供电的德国铁路网。目前这款电车服役于S1、S11和S2线。
| 制造商   | Waggon Union / DUEWAG                 |
| 生产年份 | 1983/84/87/89                         |
| 形式     | 一侧有门、一头有驾驶室                |
| 长度     | 28.40m(GT6-80C) / 38.41m(GT8-80C)     |
| 宽度     | 2.65 m                                |
| 驱动电机 | 二台转子电机，每台功率280kW，直流驱动 |

#### GT8-100C/2S

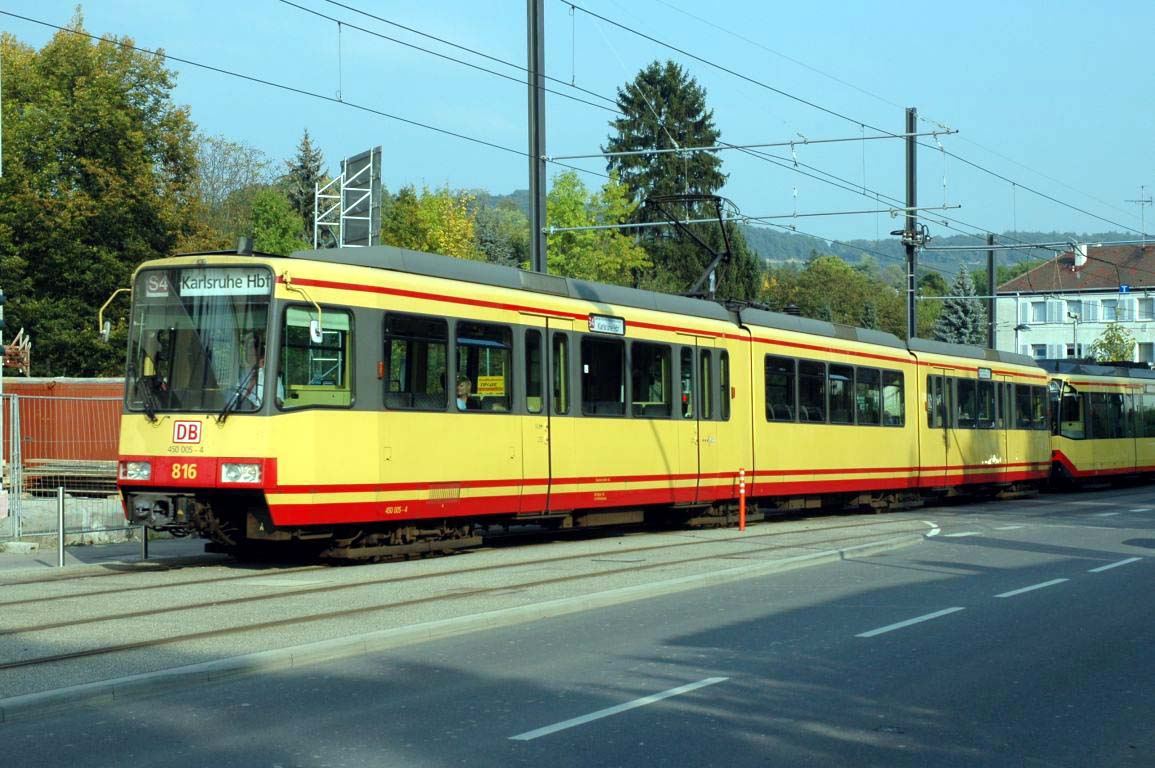

这是第一代既可以使用直流供电也可以使用交流供电的量产电车。1991-1995年共交付了36台。
| 制造商   | DUEWAG                      |
| 生产年份 | 1991-1995                   |
| 形式     | 两侧有门、两头有驾驶室      |
| 长度     | 37.6m                       |
| 宽度     | 2.65 m                      |
| 驱动电机 | 二台转子电机，每台功率280kW |

#### GT8-100D/2S-M

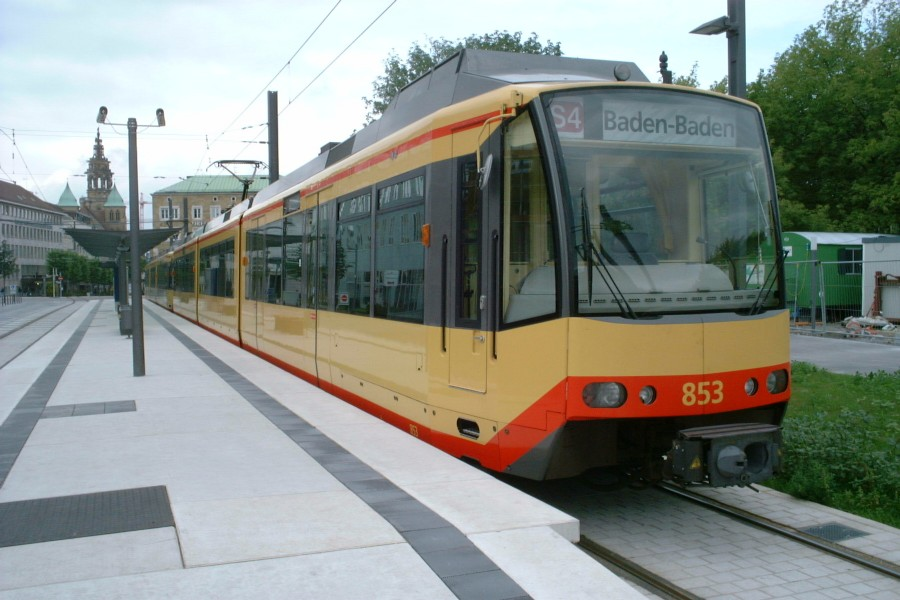

这款车共交付了86台，车号为801-886。
| 制造商   | 西门子公司                  |
| 生产年份 | 1997–2005                   |
| 形式     | 两侧有门、两头有驾驶室      |
| 长度     | 37.6m                       |
| 宽度     | 2.65 m                      |
| 驱动电机 | 四台转子电机，每台功率127kW |

#### ET 2010

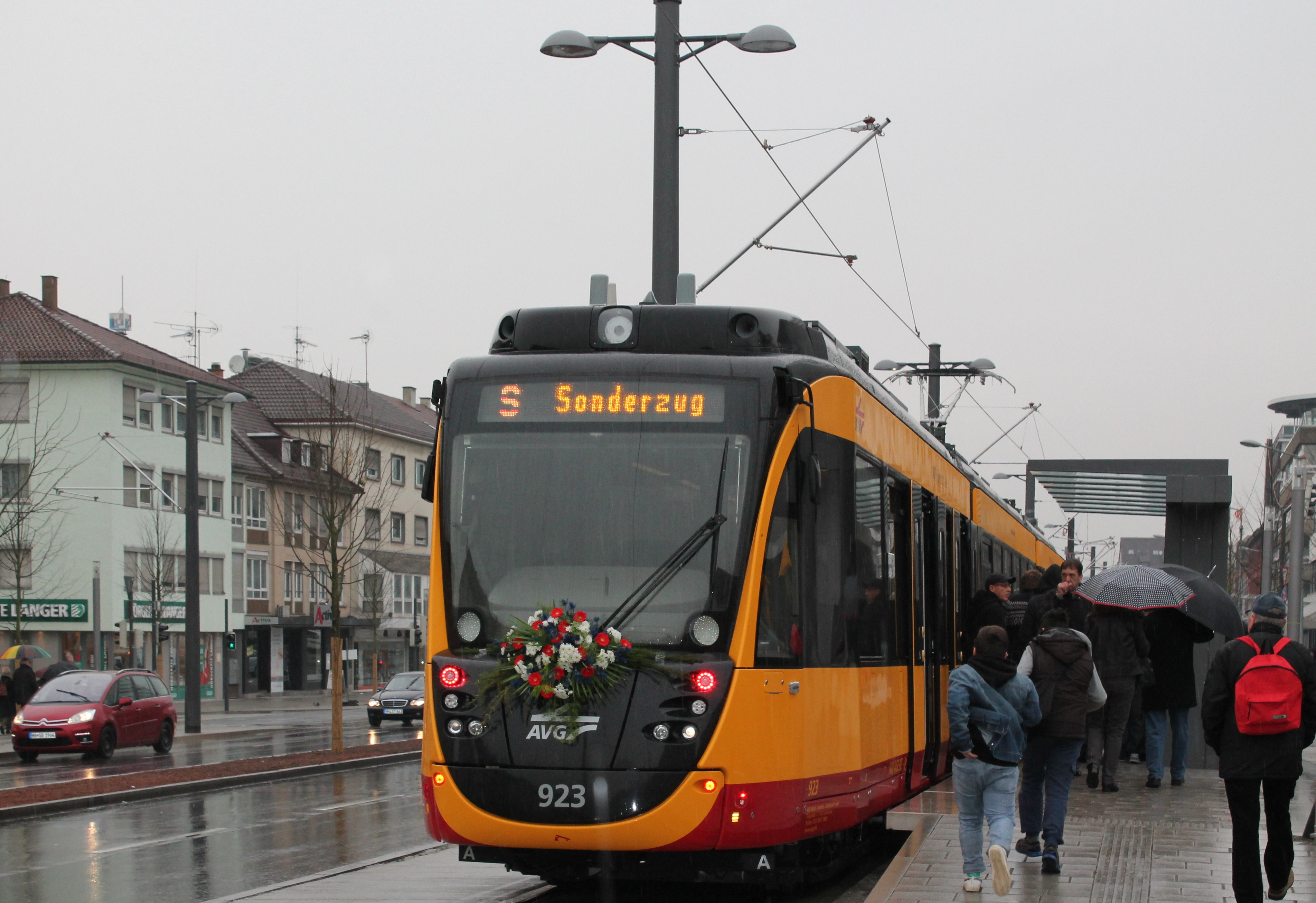

| 制造商   | 龐巴迪運輸                  |
| 生产年份 | 2011-2013                   |
| 形式     | 两侧有门、两头有驾驶室      |
| 长度     | 37m                         |
| 宽度     | 2.65 m                      |
| 驱动电机 | 四台转子电机，每台功率150kW |

#### GT6-70D/N / GT8-70D/N

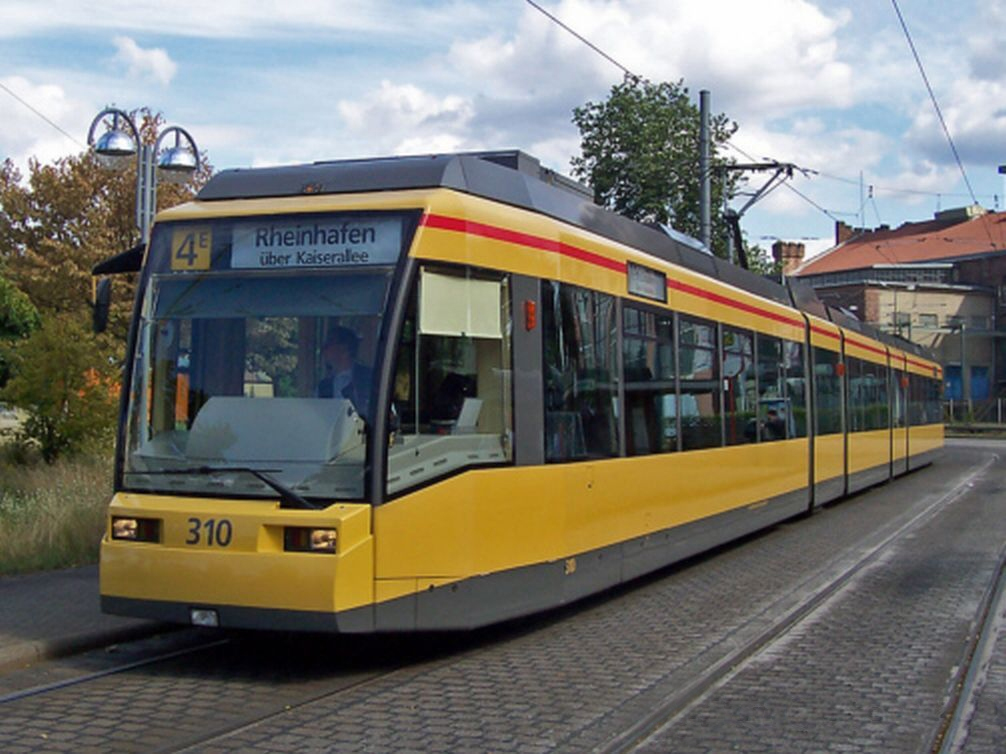
市内有轨电车（Straßenbahn）4路线车辆

这是卡鲁城铁使用的首款低地板的无障碍电车。目前只用于S2城铁，其余电车都用于市内有轨电车（Straßenbahn）。
| 制造商   | DUEWAG/西门子公司                    |
| 生产年份 | 1995–2005                            |
| 形式     | 一侧有门、一头有驾驶室               |
| 长度     | 29.5m (GT6-70D/N)/ 39.5m (GT8-70D/N) |
| 宽度     | 2.65 m                               |
| 驱动电机 | 四台转子电机，每台功率127kW          |

#### NET 2012

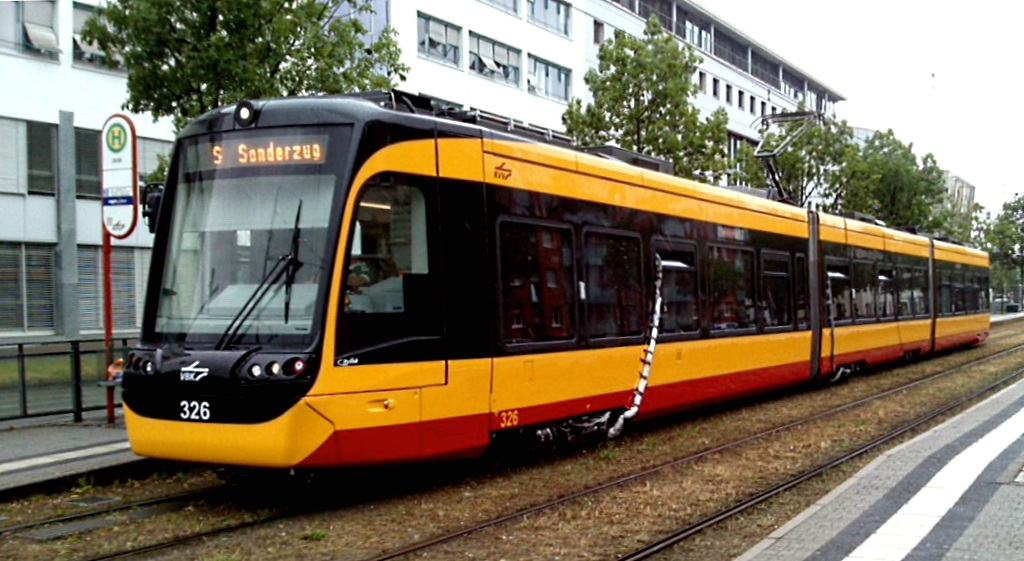

| 制造商   | Vossloh Kiepe               |
| 生产年份 | 2014–2015                   |
| 形式     | 一侧有门、一头有驾驶室      |
| 长度     | 37.2m                       |
| 宽度     | 2.65 m                      |
| 驱动电机 | 四台转子电机，每台功率125kW |

### 退役车辆

#### T4-EP / B4-EP

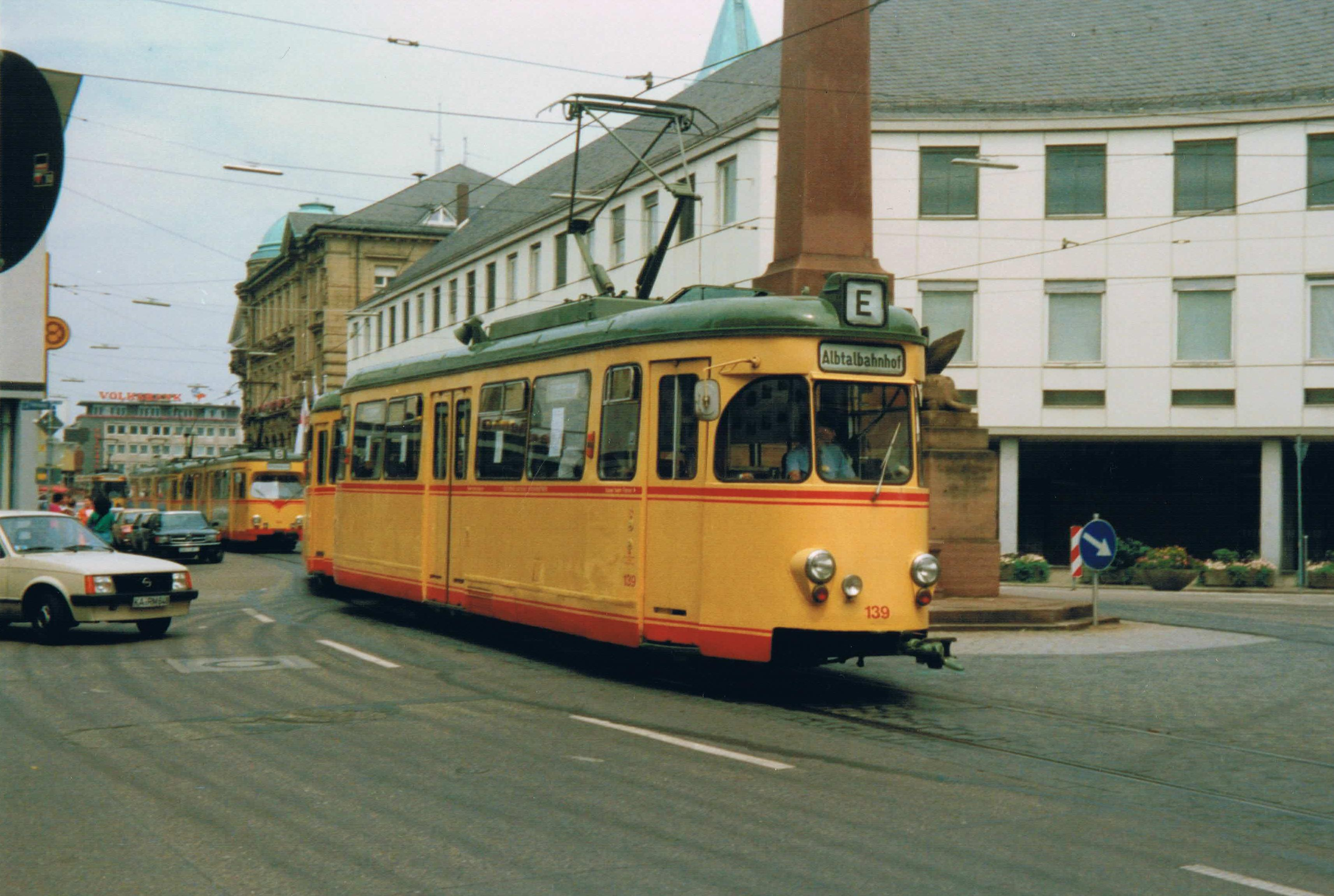

| 制造商   | Düwag                       |
| 生产年份 | 1958–1961                   |
| 形式     | 一侧有门、一头有驾驶室      |
| 长度     | 14.96m                      |
| 宽度     | 2.37m                       |
| 驱动电机 | 二台转子电机，每台功率110kW |

#### GT6-EP / GT8-EP

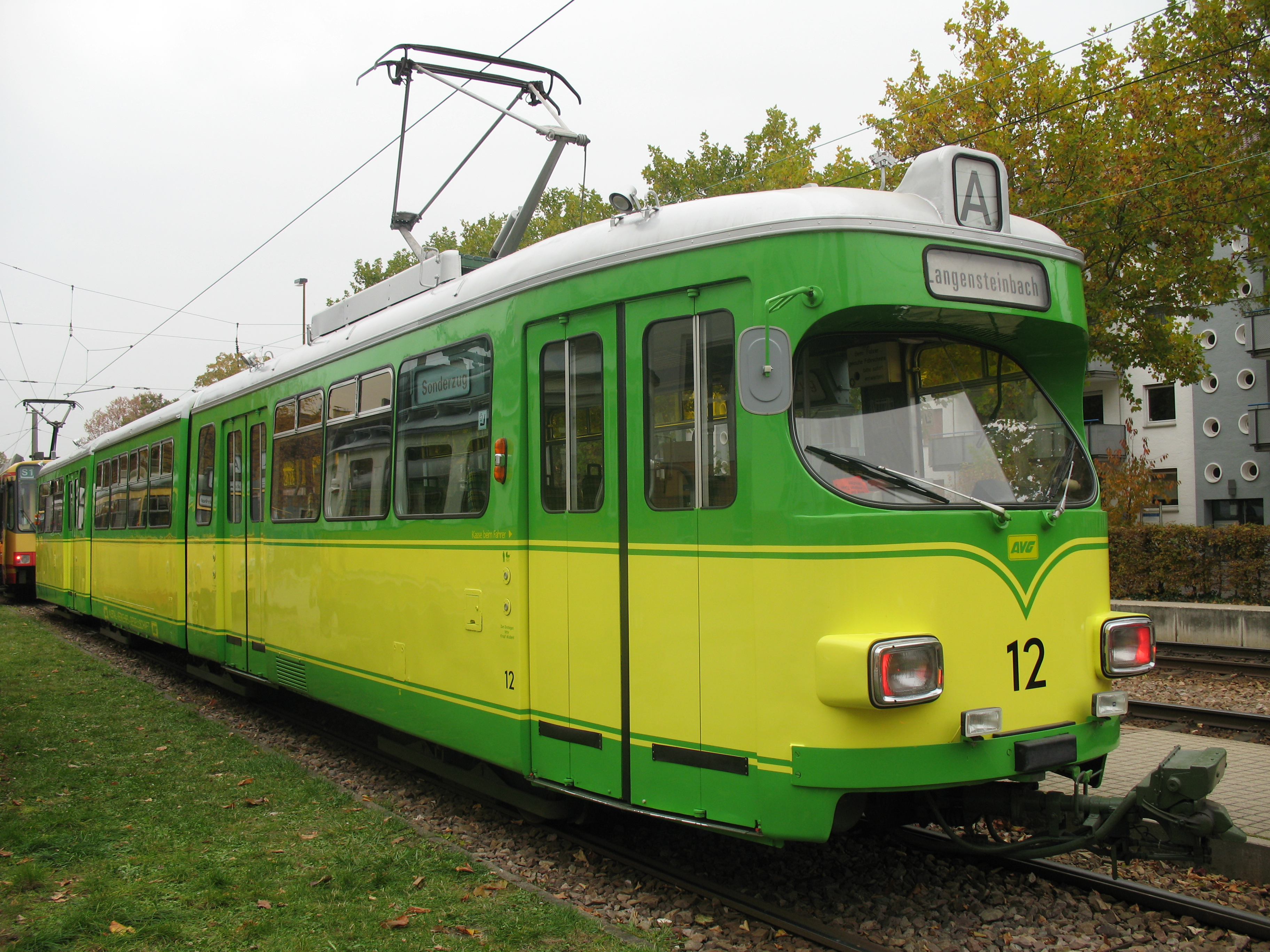

| 制造商   | Düwag                       |
| 生产年份 | 1958–1969                   |
| 长度     | 26.98m                      |
| 宽度     | 2.40m                       |
| 驱动电机 | 二台转子电机，每台功率150kW |

#### GT8-EP (Waggon Union)

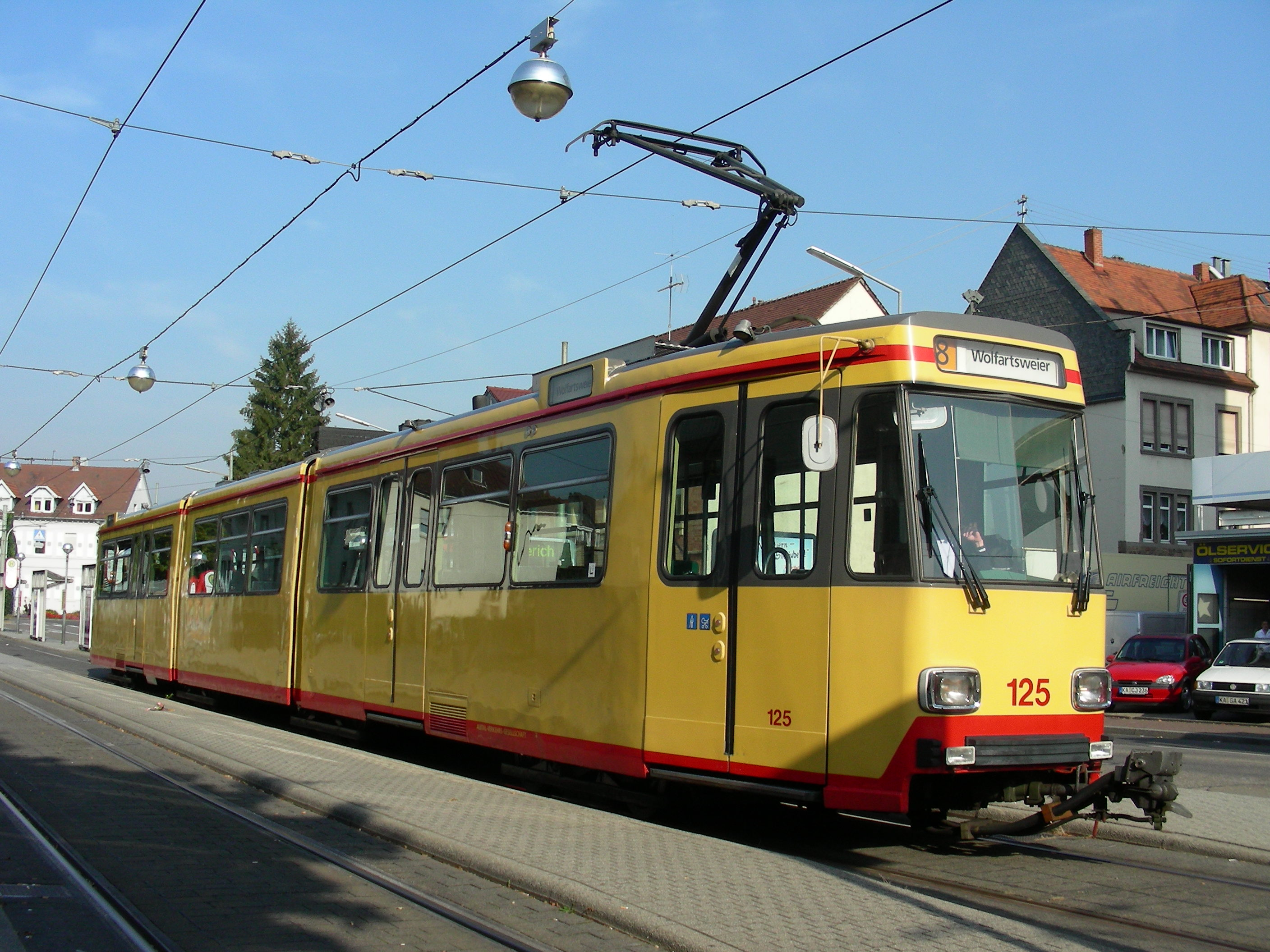

| 制造商   | Waggon Union                |
| 生产年份 | 1975                        |
| 长度     | 21.12m                      |
| 宽度     | 2.40 m                      |
| 驱动电机 | 二台转子电机，每台功率150kW |